# Dezső Miskolczy
Dezső Miskolczy (ur. 12 sierpnia 1894 w Bai, zm. 30 grudnia 1978 w Budapeszcie) – węgierski lekarz neurolog i psychiatra.
Urodził się w Bai nad Dunajem w południowych Węgrzech. Studiował medycynę na Uniwersytecie w Budapeszcie. Jeszcze jako student otrzymał zaproszenie do pracy w Instytucie Badań Mózgu Károlya Schaffera. Wyniki jego badań pozwoliły na przyznanie mu stypendium Rockefellera, które spędził w 1924–1925 w Madrycie w Instytucie Santiago Ramona y Cajala.